# 12 de julio
El 12 de julio es el 193.º (centésimo nonagésimo tercer) día del año en el calendario gregoriano y el 194.º en los años bisiestos. Quedan 172 días para finalizar el año.

## Acontecimientos
- 927: el rey Athelstan unifica los reinos anglosajones y funda lo que actualmente es Inglaterra.
- 936: En Córdoba (España), se origina un incendio en el Gran Zoco de la ciudad, que acaba destruyendo varias zonas comerciales, la Mezquita de Abi Harúm y la Casa de Correos.
- 1191: Tercera Cruzada: el asedio de Saladino provoca la rendición de Felipe Augusto, acabando con un asedio de dos años a Acre.
- 1493: Hartmann Schedel publica la Crónica de Núremberg, uno de los primeros libros realizados por la imprenta.
- 1505: En Sevilla, España, el clérigo Rodrigo Fernández de Santaella funda el Colegio de Santa María de Jesús, que fue el origen de la Universidad de Sevilla.[1]

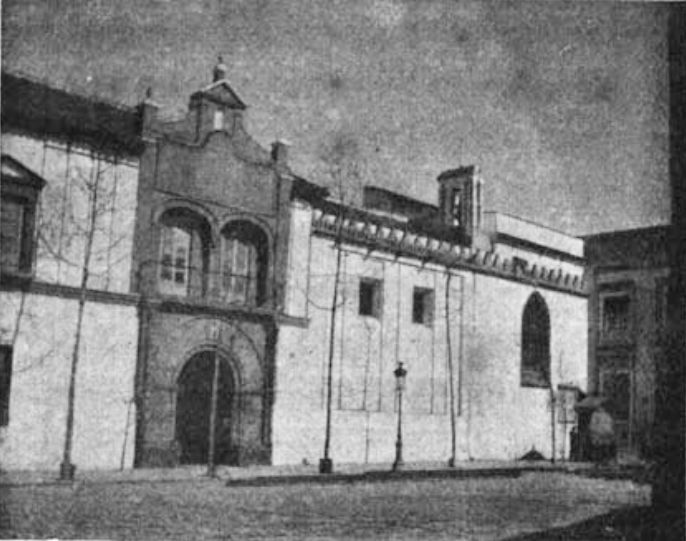
El Colegio de Santa María de Jesús en el.

- 1543 en Hampton Court, Enrique VIII de Inglaterra se casa con su sexta y última esposa Catalina Parr.
- 1553: en México, se imparte la primera cátedra de derecho en la Real y Pontificia Universidad de México.
- 1561: en Moscú se consagra la catedral de San Basilio.
- 1562: en Yucatán (actual México), Diego de Landa ordena la incineración de numerosos códices, efigies y objetos sagrados de los mayas en el auto de fe de Maní.
- 1690: el ejército de Guillermo III de Orange derrota a los hombres de Jacobo II de Inglaterra en la batalla del Boyne.
- 1691: en Irlanda, el ejército de Guillermo III de Orange vence a las fuerzas inglesas en la batalla de Aughrim.
- 1730: Lorenzo Corsini es elegido papa y toma el nombre de Clemente XII.
- 1789: en París, el periodista revolucionario Camille Desmoulins hace un discurso en respuesta a la dimisión del ministro de finanzas Jacques Necker el día anterior. Este discurso animó al pueblo a levantarse en armas para comenzar la Toma de la Bastilla dos días después.
- 1790: la Asamblea Constitucional de Francia aprueba la Constitución civil del clero.
- 1799: Ranjit Singh conquista Lahore y se corona como majarás de Panyab (reino sij).
- 1801: en el marco de las Guerras revolucionarias francesas, la Armada real británica inflige serios daños a los barcos españoles y franceses en la segunda batalla de Algeciras.
- 1801: en la confusión de la noche, los navíos españoles San Hermenegildo y Real Carlos se tomaron entre sí como enemigos y se batieron en combate hasta que ambos navíos explotaron. Mueren casi todos los 1700 hombres a bordo.
- 1806: dieciséis estados ―entre ellos Liechtenstein, que obtiene la independencia― abandonan el Sacro Imperio Romano Germánico para formar la Confederación del Rin.
- 1839: en Bolivia, el Congreso aprueba que la ciudad de Chuquisaca cambie su nombre a Sucre, en homenaje al libertador de ese país y vencedor de la batalla de Ayacucho, Antonio José de Sucre.
- 1873: en Cartagena (España), un levantamiento federalista instaura el Cantón de Cartagena, que resistirá seis meses al asedio gubernamental.
- 1892: en el Mont Blanc (Francia) se destapa un lago subterráneo formado por el glaciar Tête-Rousse y arrasa con la aldea Saint Gervais les Bains. Mueren 175 personas.[2]
- 1904: en la ciudad de Buenos Aires se funda el barrio de La Paternal.
- 1913: en la provincia de Neuquén (Argentina) se funda la localidad de Zapala.
- 1913: en el marco de la segunda guerra de los Balcanes, fuerzas serbias comienzan el asedio a la ciudad búlgara de Vidi.
- 1920: Rusia reconoce la independencia de Lituania.
- 1930: en Buenos Aires (Argentina), un tranvía cae desde el Puente Bosch al Riachuelo, dejando 56 muertos y solo 4 sobrevivientes.
- 1937: en el Pabellón de la República Española, en el marco de la Exposición Internacional de París, se expone al público la obra Guernica del artista Pablo Picasso (de 55 años).
- 1948: guerra árabe-israelí: el primer ministro israelí David Ben-Gurion ordena la expulsión de los palestinos de las ciudades de Lod y Ramala.

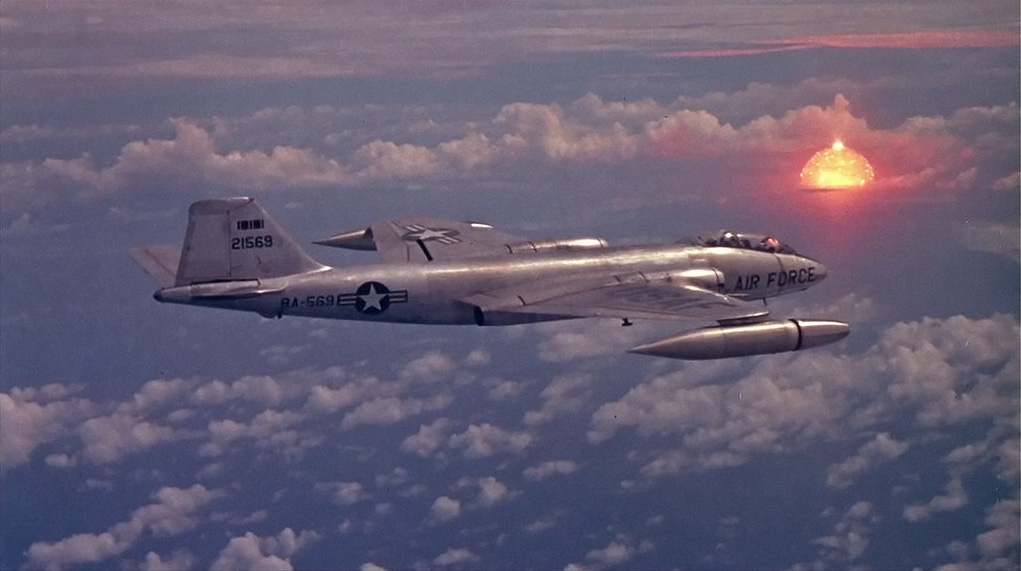
Explosión de la bomba atómica Poplar (1958).

- 1958: en el atolón Bikini (Islas Marshall, en medio del Océano Pacífico), Estados Unidos detona su bomba atómica Poplar, de 9300 kilotones (la más potente de la operación Hardtack I). Es la bomba n.º 147 de las 1054 que Estados Unidos detonó entre 1945 y 1992.
- 1962: en el Marquee Club (Londres) toca por primera vez en público la banda The Rolling Stones.
- 1971: en Australia se iza por primera vez la bandera de los aborígenes.
- 1975: Santo Tomé y Príncipe se independiza de Portugal.
- 1979: Kiribati se independiza del Reino Unido.
- 1985: la ciudad de Santiago de Compostela recibe el premio Europa concedido por el Consejo de Europa en reconocimiento a su europeísmo.[3]
- 1986: científicos llegan al lugar del naufragio del transatlántico Titanic para explorarlo.
- 1986: como parte de su gira musical Magic Tour, la banda de rock británica Queen celebra el segundo de dos exitosos conciertos ante 72 000 personas en el Estadio Wembley de Londres.
- 1993: Hokkaidō fue sacudida por un terremoto de 7.7 grados.
- 1996: Los Prisioneros lanzan el álbum recopilatorio Ni por la razón, ni por la fuerza, que se convierte en un gran éxito de grandes ventas en Chile, pese a que la banda se encontraba disuelta.
- 1998: la selección de fútbol de Francia se proclama campeona del Mundial de Fútbol por primera vez en su propio país venciendo 3-0 a la selección brasileña de fútbol con un doblete de Zinedine Zidane, su máxima figura, y un gol de Emmanuel Petit.
- 1999: Afirmación del pabellón argentino en el Buque Logístico ARA Patagonia (B-1). Bajo el nombre de “Durance” formó parte de la Marina Nacional francesa. Arribó a la Argentina en el año 1999 al mando del Capitán de Fragata Álvaro M. González Lonzieme.
- 2000: lanzamiento del módulo Zvezda, primer módulo de la Estación Espacial Internacional.
- 2001: lanzamiento del satélite de comunicaciones experimental europeo Artemis.
- 2006: incursión de Hezbolá en territorio israelí, capturando a los soldados Ehud Goldwasser y Eldad Regev y matando a otros ocho soldados israelíes, dando paso a la Segunda guerra de Líbano.
- 2011: la Resolución 1998 del Consejo de Seguridad de las Naciones Unidas es adoptada.
- 2014: bombardeo del ejército ucraniano en el suburbio de Marynka (Donetsk) deja al menos 10 muertos durante el conflicto armado en el este del país.[4]

## Nacimientos

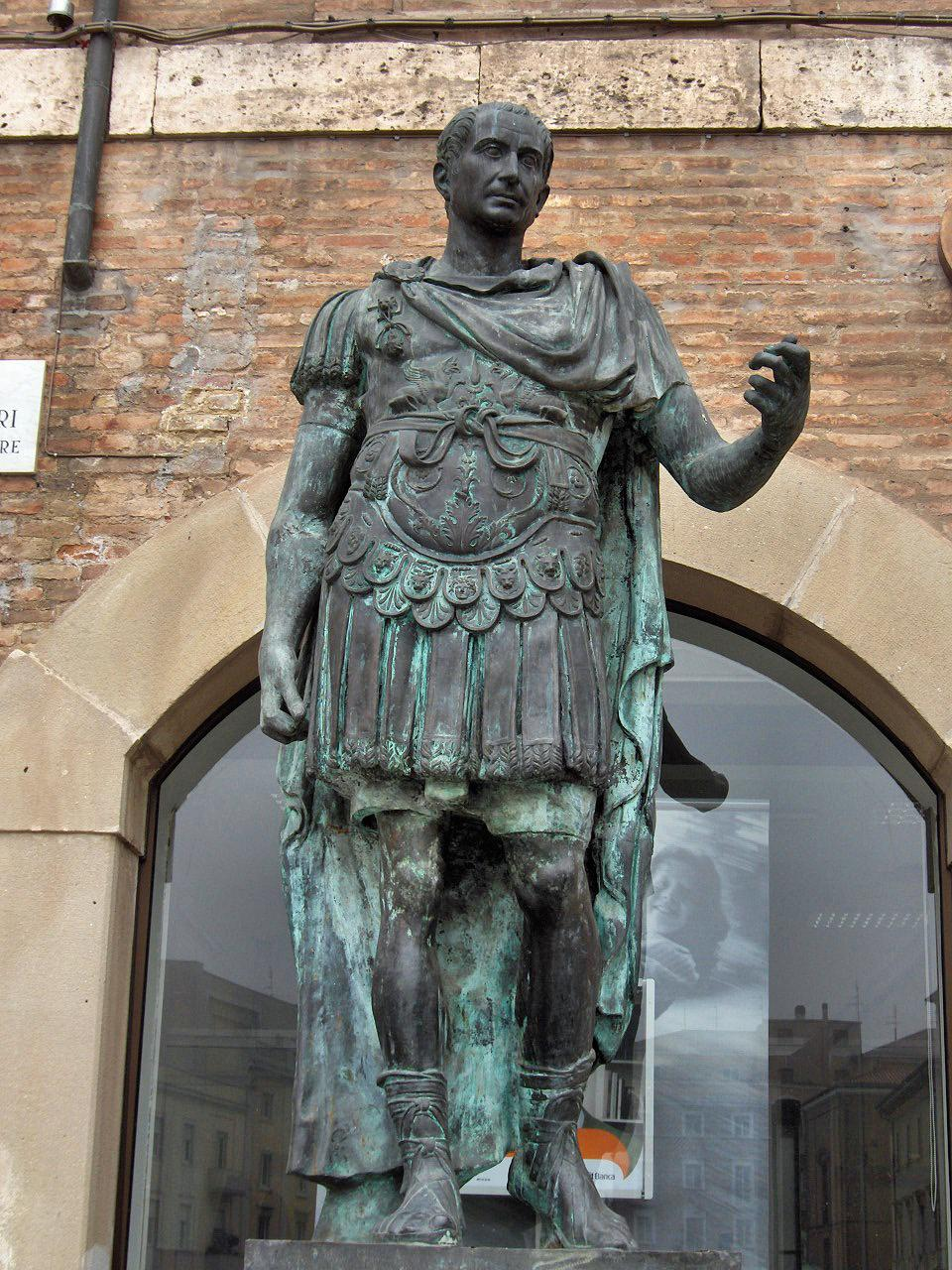
Julio César.

- 100 a. C.: Julio César, político y militar romano (f. 44 a. C.).
- 1394: Ashikaga Yoshinori, shogun japonés (f. 1441).
- 1468: Juan del Encina, poeta y compositor español (f. 1530).
- 1573: Pietro Carrera, sacerdote, escritor y ajedrecista italiano (f. 1647).
- 1675: Evaristo Felice dall'Abaco, compositor italiano (f. 1742).
- 1707: Esteban Terreros, filólogo español (f. 1782).
- 1730: Josiah Wedgwood, alfarero británico (f. 1795).
- 1751: Francisco Salvá Campillo, médico y físico español (f. 1828).
- 1767: Antonio Sangenís Torres, ingeniero militar español (f. 1809).
- 1780: Juana Azurduy, patriota guerrillera del Alto Perú (f. 1862).

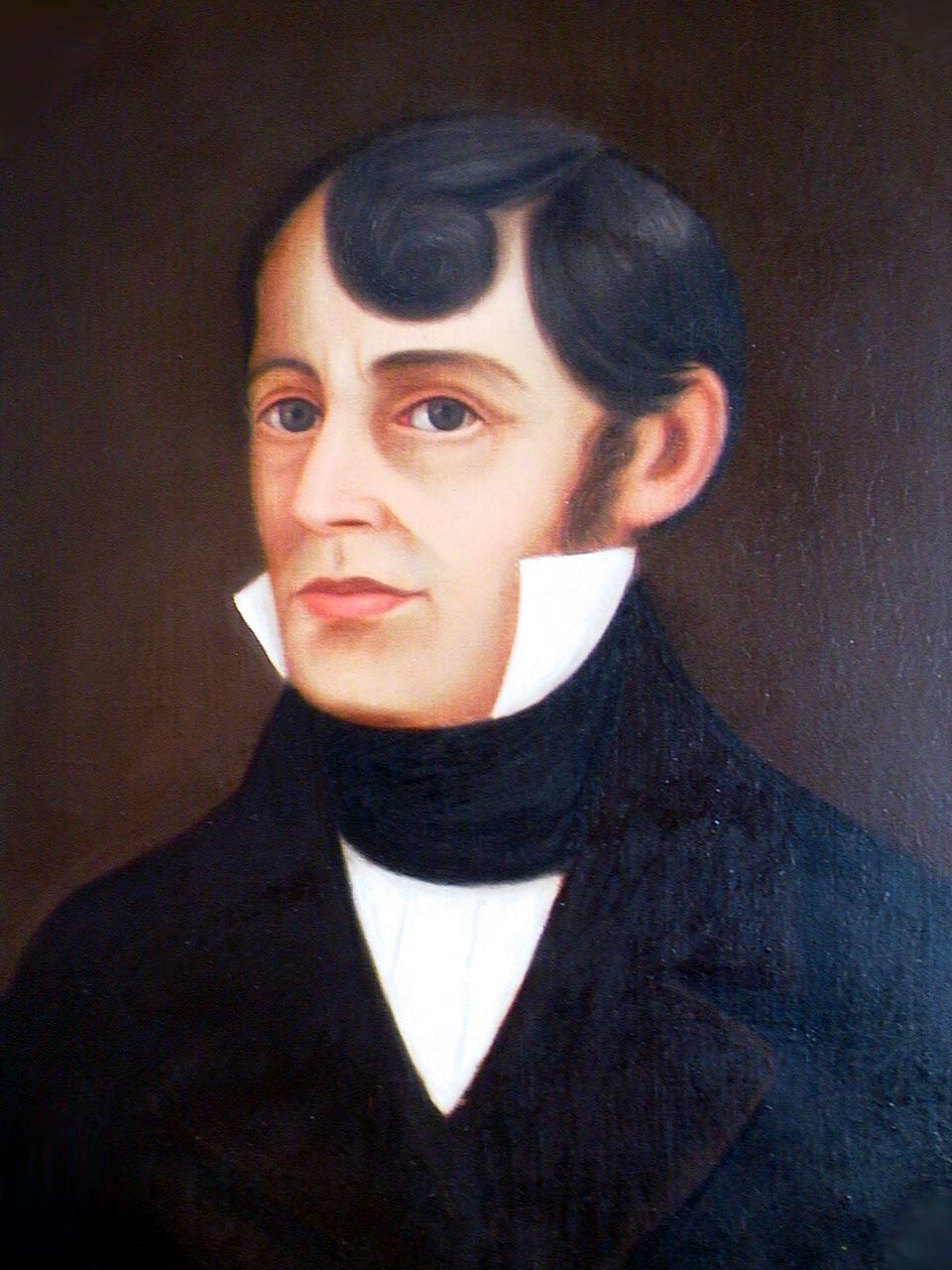
Juan Mora Fernández.

- 1784: Juan Mora Fernández, político costarricense, presidente entre 1824 y 1833 (f. 1854).
- 1794: Agustín Codazzi, militar geográfo italiano (f. 1859).
- 1803: Pierre Chanel, misionero francés (f. 1841).
- 1813: Claude Bernard, fisiólogo francés (f. 1878).
- 1817: Henry David Thoreau, escritor y filósofo estadounidense (f. 1862).
- 1824: Eugène Boudin, pintor francés (f. 1898).
- 1828: Nikolái Chernishevski, filósofo ruso (f. 1889).
- 1849: William Osler, médico canadiense (f. 1919).

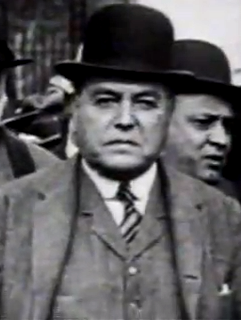
Hipólito Yrigoyen.

- 1852: Hipólito Yrigoyen presidente argentino (f. 1933).
- 1854: Juan Gualberto Gómez, patriota y periodista cubano (f. 1933).
- 1854: George Eastman, inventor estadounidense (f. 1932).
- 1861: Anton Arensky, compositor ruso (f. 1906).
- 1863: Albert Calmette, físico francés (f. 1933).
- 1863: Paul Drude, físico alemán (f. 1906).
- 1866: Emiliano Figueroa Larraín, político chileno (f. 1931).
- 1868: Stefan George, poeta y escritor alemán (f. 1933).
- 1870: Luis II de Mónaco (f. 1949).
- 1870: Juan José Gárate, pintor español (f. 1939).
- 1872: Emil Hácha, político checo (f. 1945).
- 1872: Pedro Emilio Coll periodista, escritor, ensayista político y diplomático venezolano (f. 1947).
- 1876: Max Jacob, poeta francés (f. 1944).
- 1880: Tod Browning, cineasta estadounidense (f. 1962).
- 1882: Pánfilo Natera, militar y político mexicano (f. 1951).
- 1882: Juan Gualberto Guevara, obispo peruano (f. 1954).

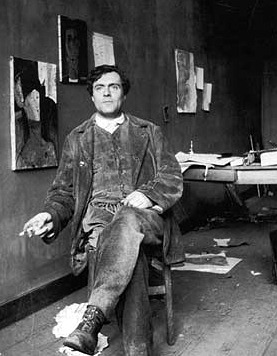
Amedeo Modigliani.

- 1884: Amedeo Modigliani, pintor y escultor italiano (f. 1920).
- 1884: Louis B. Mayer, productor de cine estadounidense (f. 1957).
- 1886: Jean Hersholt, director y actor danés (f. 1956).
- 1887: Pío García-Escudero y Fernández de Urrutia, ingeniero español (f. 1977).
- 1892: Bruno Schulz, escritor y pintor polaco (f. 1942).
- 1895: Buckminster Fuller, arquitecto, diseñador y escritor estadounidense (f. 1983).
- 1891: Jetta Goudal, actriz neerlandesa (f. 1985).
- 1895: Kirsten Flagstad, soprano noruega (f. 1962).
- 1895: Oscar Hammerstein II, compositor y productor estadounidense (f. 1960).
- 1898: Marie Beatrice Schwarz, botánica neerlandesa (f. 1969)
- 1900: Manuel Antonio Pérez Sánchez, poeta gallego (f. 1930).
- 1902: Günther Anders, filósofo y ensayista alemán (f. 1992).

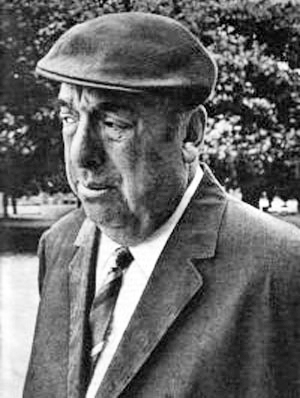
Pablo Neruda.

- 1904: Pablo Neruda, poeta chileno, premio nobel de literatura en 1971 (f. 1973).
- 1908: Milton Berle, actor estadounidense (f. 2002).
- 1909: Joe DeRita, actor y cómico estadounidense (f. 1993).
- 1909: Fritz Leonhardt, ingeniero alemán (f. 1999).
- 1912: Nicolae Steinhardt, escritor rumano (f. 1989).
- 1913: Willis Eugene Lamb, físico estadounidense (f. 2008).
- 1913: Mildred Cohn, bioquímica estadounidense (f. 2009)
- 1914: Jacinto Pebe, músico folclórico peruano (f. 2003).
- 1915: Otto Steinert, fotógrafo alemán (f. 1978).Liudmila Pavlichenko.

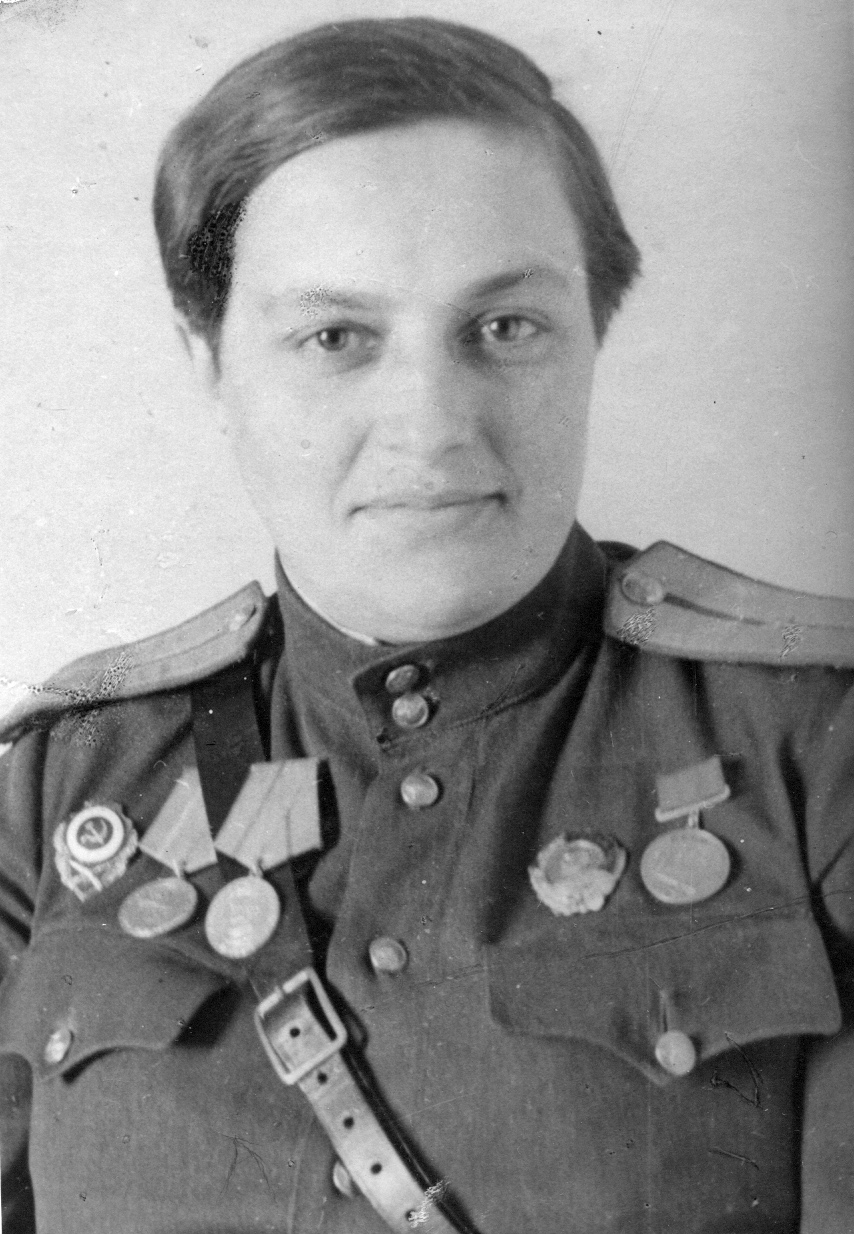
Liudmila Pavlichenko.

- 1916: Liudmila Pavlichenko, francotiradora e historiadora soviética (f. 1974).
- 1917: Andrew Wyeth, pintor estadounidense (f. 2009).
- 1918: Florentino Pérez Embid, historiador español (f. 1974).
- 1919: Olimpo Cárdenas, cantante ecuatoriano (f. 1991).
- 1920: Keith Andes, actor estadounidense (f. 2005).
- 1920: Lois Wheeler Snow, actriz estadounidense (f. 2018)
- 1923: James E. Gunn, escritor de ciencia ficción estadounidense (f. 2020).
- 1923: Miguel Artola Gallego, historiador español (f. 2020).
- 1923: René Favaloro, cirujano cardiovascular argentino (f. 2000).
- 1925: Juan Emilio Salinas, futbolista peruano (f. 2009).
- 1926: Carl Adam Petri, matemático e informático alemán (f. 2010).
- 1926: Oswald Mathias Ungers, arquitecto alemán (f. 2007).
- 1927: Paixão Côrtes, folclorista, compositor, locutor de radio e ingeniero agrónomo brasileño (f. 2018).
- 1927: Tom Benson, empresario estadounidense (f. 2018).
- 1928: Elias James Corey, químico y profesor estadounidense, premio nobel de química en 1990.
- 1928: Jo Myong-Rok, militar norcoreano (f. 2010).
- 1929: Monte Hellman, cineasta estadounidense (f. 2021).
- 1930: Guy Ligier, piloto de motociclismo y automovilismo francés (f. 2015).
- 1932: Otis Davis, atleta estadounidense.
- 1933: Donald Westlake, escritor estadounidense (f. 2008).
- 1933: Victor Poor, informático estadounidense (f. 2012).
- 1934: Gualberto Castro actor y cantante mexicano (f. 2019).
- 1934: Van Cliburn, músico estadounidense (f. 2013).

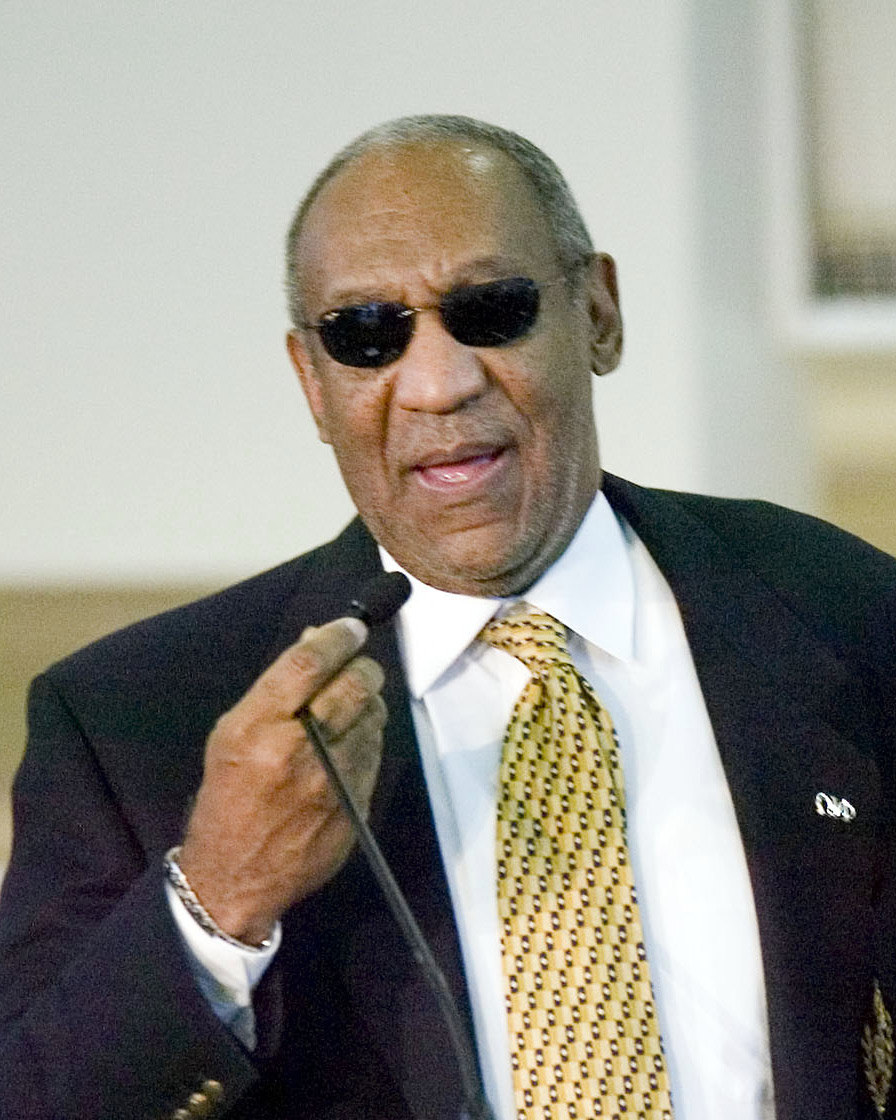
Bill Cosby.

- 1935: Hans Tilkowski, futbolista alemán.
- 1935: Satoshi Ōmura, bioquímico japonés.
- 1936: Ana María Cassán (Anne-Marie Paillard), actriz y modelo francesa con carrera en Argentina (f. 1960).
- 1937: Bill Cosby, actor estadounidense.
- 1937: Lionel Jospin, político y primer ministro francés.
- 1937: Robert McFarlane, almirante estadounidense.
- 1938: Eduardo Iriarte Jiménez, empresario peruano.
- 1938: Rafael Ortega Porras, alfarero y ceramista español (f. 2007).
- 1939: Phillip Adams, periodista australiano.
- 1940: Carlos Eugenio Jorquiera, abogado y dirigente gremial chileno.
- 1943: Christine McVie, cantautora, compositora y tecladista británica de la banda Fleetwood Mac (f. 2022).
- 1943: Walter Murch, montador y diseñador sonoro estadounidense.
- 1943: Paul Silas, entrenador y jugador de baloncesto estadounidense.
- 1946: Robert Fisk, escritor y periodista británico.
- 1947: Mari Trini, cantautora española (f. 2009).
- 1947: Gualberto Ibarreto, cantante de música popular venezolana.
- 1948: Ben Burtt, director y guionista estadounidense.
- 1948: Richard Simmons, experto estadounidense de aeróbic y fitness (f. 2024).
- 1948: Kōji Totani, seiyū japonés (f. 2006).
- 1949: Carlos Reynoso, antropólogo argentino.
- 1950: Eric Carr, músico estadounidense de la banda Kiss (f. 1991).
- 1951: Brian Grazer, productor estadounidense de cine.
- 1951: Cheryl Ladd, actriz y cantante estadounidense.
- 1951: Jaime Mayor Oreja, político español.
- 1951: Sylvia Sass, soprano húngara.
- 1951: Jamey Sheridan, actor estadounidense.
- 1951: Antoni Asunción, político y empresario español (f. 2016).
- 1954: Eric Adams, cantante estadounidense, de la banda Manowar.
- 1954: Wolfgang Dremmler, futbolista alemán.
- 1954: Sulakshana Pandit, actriz y cantante india.
- 1954: Hidetoshi Nakamura, seiyū japonés (f. 2014).
- 1955: Chuck Loeb, guitarrista estadounidense.
- 1955: Guillermo Ferraro, político argentino (f. 2024).
- 1956: Mario Soto, beisbolista dominicano.
- 1957: Rick Husband, militar y astronauta estadounidense (f. 2003).
- 1958: Michael Robinson, futbolista y comentarista deportivo británico. (f. 2020).
- 1959: Charlie Murphy, actor y escritor estadounidense (f. 2017).
- 1959: Tupou VI, rey de Tonga desde 2012.
- 1962: Julio César Chávez, boxeador mexicano.
- 1964: Carles Campuzano, político español.
- 1964: Tim Gane, guitarrista británico, de las bandas Stereolab y McCarthy.
- 1967: Luis Abinader, economista dominicano, presidente de República Dominicana desde 2020.
- 1967: John Petrucci, guitarrista estadounidense de la banda Dream Theater.
- 1967: Bruny Surin, atleta canadiense.
- 1968: Sabine Moussier, actriz mexicana.
- 1969: Lisa Nicole Carson, actriz estadounidense.
- 1969: Anne-Sophie Pic, chef francesa.
- 1969: Jesse Pintado, guitarrista mexicano estadounidense de la banda Napalm Death.

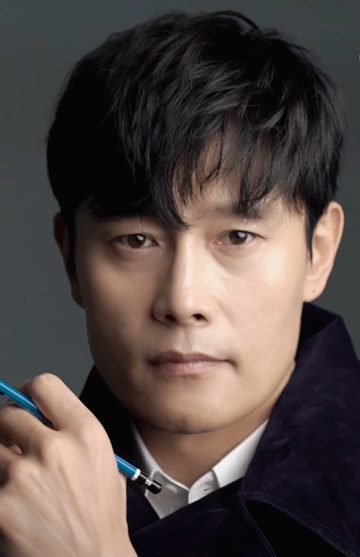
Lee Byung Hun

- 1970: Lee Byung Hun, actor surcoreano.
- 1971: Joel Casamayor, boxeador cubano.
- 1971: Andrea Legarreta, actriz y conductora mexicana.
- 1972: Travis Best, baloncestista estadounidense.
- 1972: Celia Blanco Rodríguez, periodista española.
- 1972: Álvaro Iglesias Quintana, futbolista español.
- 1972: Brett Reed, músico estadounidense de la banda Rancid.
- 1972: Jake Wood, actor británico.
- 1972: Gabriel Garko, actor italiano.
- 1973: Magoo, rapero estadounidense.
- 1973: Juan Luis Mora, futbolista español.
- 1973: Christian Vieri, futbolista italiano.
- 1974: Olivier Adam, escritor francés.
- 1974: Sharon den Adel, cantante neerlandesa de la banda Within Temptation.
- 1974: Stelios Giannakopoulos, futbolista griego.
- 1974: Gregory Helms, luchador profesional estadounidense.
- 1974: Hiroto Yamamura, futbolista japonés.
- 1975: Carolina Kasting, actriz brasileña.
- 1976: Abasse Ba, futbolista senegalés.
- 1976: Anna Friel, actriz británica.
- 1976: Nohair Al-Shammari, futbolista kuwaití.
- 1977: Steve Howey, actor estadounidense.
- 1977: Brock Lesnar, luchador profesional estadounidense.
- 1977: Masahiro Fukazawa, futbolista japonés.
- 1977: Jure Golčer, ciclista esloveno.
- 1978: Topher Grace, actor estadounidense.
- 1978: Ziad Jaziri, futbolista tunecino.
- 1978: Michelle Rodríguez, actriz estadounidense.
- 1979: Mauricio Nanni, futbolista uruguayo.
- 1979: Germán González, dirigente sindical de los trabajadores rurales uruguayo e internacional.
- 1980: Kristen Connolly, actriz estadounidense.
- 1980: Luis Ortega, guionista y cineasta argentino.
- 1982: Antonio Cassano, futbolista italiano.
- 1983: Sandi Gbandi, futbolista liberiano.
- 1983: Libania Grenot, atleta italiana de origen cubano.
- 1983: Ghasem Hadadifar, futbolista iraní.
- 1983: Reiichi Ikegami, futbolista japonés.
- 1983: Mirsad Terzić, balonmanista bosnio.
- 1983: David Muntaner Juaneda, ciclista español.
- 1983: Jesús Tato, futbolista español.
- 1983: Andrae Williams, atleta bahameño.
- 1983: Yarelys Barrios, atleta cubana.
- 1983: Michael Cuffee, baloncestista estadounidense.
- 1983: Howie Kendrick, beisbolista estadounidense.
- 1984: Gareth Gates, cantante británico.
- 1984: Sami Zayn, luchador profesional canadiense.
- 1984: Alberto Aguilar Leiva, futbolista español.
- 1984: Roberto Acosta, futbolista paraguayo.
- 1985: Paulo Vitor Barreto, futbolista brasileño.
- 1985: Gianluca Curci, futbolista italiano.
- 1985: Jonatan Viale, periodista argentino.
- 1985: Luiz Ejlli, cantante albanés.
- 1985: Ian Joyce, futbolista estadounidense.
- 1986: Sandro Lombardi, futbolista suizo.
- 1986: Simone Laudehr, futbolista alemana.
- 1987: Matthew "Mdot" Finley, actor y músico estadounidense.
- 1987: José Manuel López Gaspar, futbolista español.
- 1987: Léonard Kweuke, futbolista camerunés.
- 1987: Jaime Vides, futbolista guatemalteco.
- 1987: Yoshihiro Masuko, futbolista japonés.
- 1988: Melissa O'Neil, actriz y cantante canadiense.
- 1988: Vladímir Diadiún, futbolista ruso.
- 1988: Élton Calé, futbolista brasileño.
- 1988: Saori Arimachi, futbolista japonesa.
- 1988: Patrick Beverley, baloncestista estadounidense.
- 1988: LeSean McCoy, jugador de fútbol americano estadounidense.
- 1989: Phoebe Tonkin, actriz y modelo australiana.
- 1989: Iker Seguín, futbolista español.
- 1989: Aldo Paniagua, futbolista paraguayo.
- 1990: Tiago Dias Correia, futbolista portugués.
- 1990: Rachel Brosnahan, actriz estadounidense.

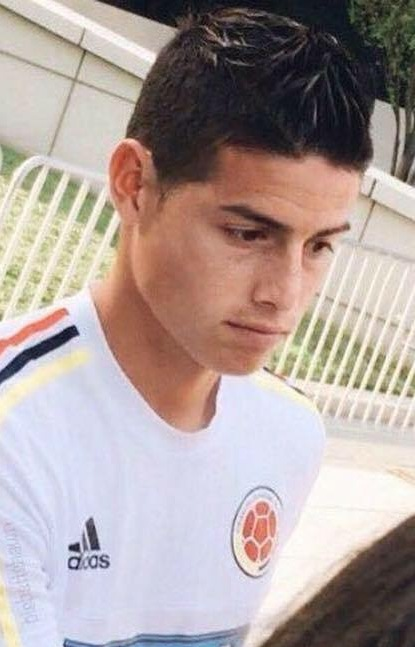
James Rodríguez

- James Rodríguez1991: Dmitri Póloz, futbolista ruso.
- 1991: James Rodríguez, futbolista colombiano.
- 1991: Erik Per Sullivan, actor estadounidense.
- 1992: Simone Verdi, futbolista italiano.
- 1992: Jonathan Jiménez, futbolista salvadoreño.
- 1993: Lukas Lerager, futbolista danés.
- 1993: Marius Müller, futbolista alemán.
- 1993: Emily van Egmond, futbolista australiana.
- 1993: Felipe Gedoz, futbolista brasileño.
- 1994: Pavel Savitskiy, futbolista bielorruso.
- 1994: Dino Perić, futbolista croata.
- 1994: Kanako Momota, idol japonesa, de la banda Momoiro Clover Z.
- 1994: Jamie Herrell, modelo filipina, Miss Tierra 2014.
- 1994: Cristina Montesinos, atleta española.
- 1995: Luke Shaw, futbolista inglés.
- 1995: Jordyn Wieber, gimnasta estadounidense.
- 1995: Moses Simon, futbolista nigeriano.
- 1996: Adam Buksa, futbolista polaco.
- 1996: Moussa Dembélé, futbolista francés.
- 1996: Melanie Göldner, remera alemana.
- 1996: Constantin Adam, remero rumano.
- 1996: Yushi Nagashima, futbolista japonés.
- 1997: Jean-Kévin Duverne, futbolista francés.
- 1997: Pablo Maffeo, futbolista español.
- 1997: Ander Vidorreta, futbolista español.
- 1997: Aarón Piñán, futbolista español.
- 1997: Lorenzo Lunadei, futbolista sanmarinense.
- 1997: Umida Abdullaeva, taekwondista uzbeka.
- 1997: Malala Yousafzai, activista pakistaní, premio nobel de la paz en 2014.
- 1998: Reece Howden, esquiador acrobático canadiense.
- 1998: YSY A, cantante argentino, 4 veces nominado a los premios Gardel.
- 1998: Mathias Rysgaard, nadador danés.
- 1998: Billy Arce, futbolista ecuatoriano.
- 1999: Beyenu Degefa, atleta etíope.
- 1999: Erin Marsh, atleta estadounidense.
- 1999: Roberto Fernández Toro, futbolista boliviano.
- 2000: Vinícius Júnior, futbolista brasileño.
- 2000: Imane Laurence, actriz francesa.
- 2000: Sebastián Fernández Wahbeh, piloto de automovilismo hispano-venezolano.
- 2000: Konosuke Kusazumi, futbolista japonés.
- 2000: Jonas Schreiber, yudoca alemán.
- 2000: Abdoulaye Diédhiou, futbolista senegalés.
- 2001: Yari Verschaeren, futbolista belga.
- 2002: Eduards Dašķevičs, futbolista letón.
- 2002: María Paula Salas, futbolista costarricense.
- 2002: Dalen Terry, baloncestista estadounidense.
- 2002: Nico Williams, futbolista español.
- 2003: Oscar Bobb, futbolista noruego.
- 2003: Junnosuke Suzuki, futbolista japonés.
- 2010: Federico Lelapi, actor italiano.
- 2014: Halaevalu Mataʻaho Tukuʻaho, princesa de Tonga.

## Fallecimientos
- 783: Bertrada de Laon, esposa de Pipino el Breve y madre de Carlomagno (n. 720).
- 1441: Ashikaga Yoshinori, shogun japonés (n. 1394).
- 1533: Chaitania, santón hinduista indio, fundador del krisnaísmo bengalí (n. 1486).

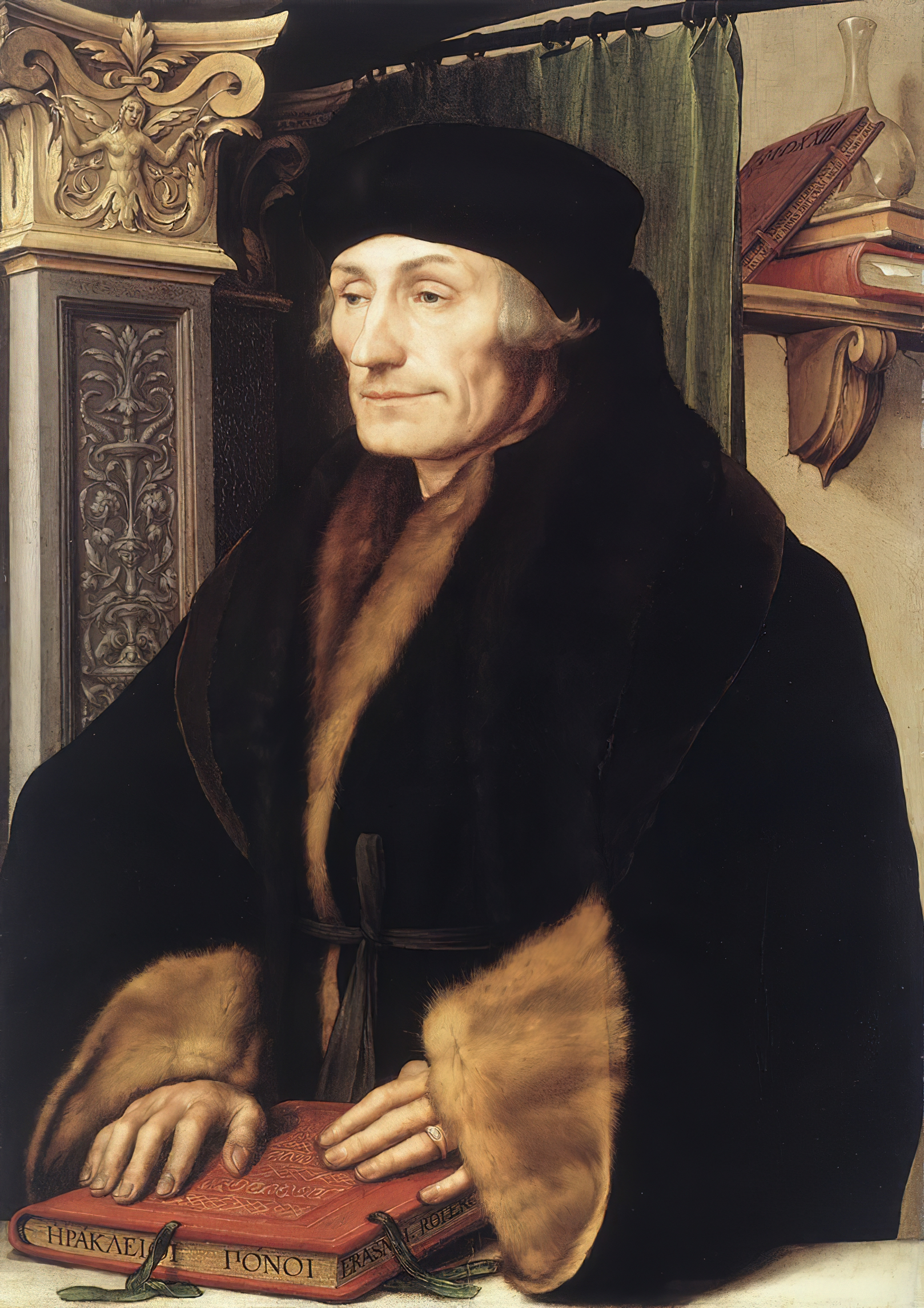
Erasmo de Róterdam.

- 1536: Erasmo de Róterdam, escritor y filósofo neerlandés (n. 1466).
- 1537: Robert Aske, abogado inglés (n. 1500).
- 1584: Stephen Borough, explorador inglés (n. 1525).
- 1628: Jean Curtius, industrial belga (n. 1551).
- 1664: Stefano della Bella, grabador italiano (n. 1610).
- 1675: Carlos Manuel II, aristócrata saboyano (n. 1634).
- 1682: Jean Picard, astrónomo francés (n. 1620).
- 1712: Richard Cromwell, hijo británico de Oliver Cromwell (n. 1626).
- 1742: Evaristo Felice dall' Abaco, compositor italiano (n. 1675).
- 1773: Johann Joachim Quantz, compositor y flautista alemán (n. 1697).
- 1804: Alexander Hamilton, economista y político estadounidense (n. 1755).
- 1845: Henrik Wergeland, escritor y poeta noruego (n. 1808).
- 1849: Dolley Madison, primera dama de Estados Unidos, esposa del presidente James Madison (n. 1768).
- 1855: Pável Najímov, militar y almirante ruso (n. 1802).
- 1886: Tomás Villalba, presidente uruguayo en 1865 (n. 1805).
- 1892: Alexander Cartwright, inventor del béisbol (n. 1820).
- 1904: Samuel Golden Rule Jones, político y empresario estadounidense (n. 1846).
- 1906: Pascual Veiga, músico español (n. 1842).
- 1911: Julia María da Costa, cuentista y poetisa brasileña (n. 1844).
- 1926: Gertrude Bell, arqueóloga y espía británica (n. 1868).
- 1928: Emilio Carranza, piloto aviador mexicano (n. 1905).
- 1929: Robert Henri, pintor estadounidense  (n. 1865).
- 1931: Nathan Söderblom, eclesiástico sueco, premio nobel de la paz en 1930 (n. 1866).

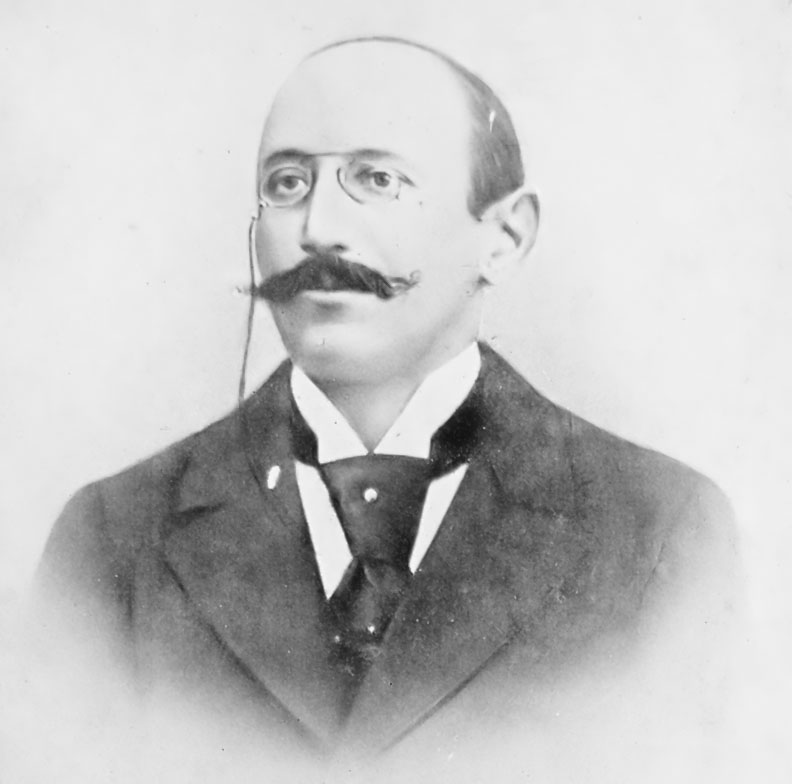
Alfred Dreyfus.

- 1935: Alfred Dreyfus, militar francés (n. 1859).
- 1936: José del Castillo Sáenz de Tejada, militar español (n. 1901).
- 1944: Sergéi Bulgákov, teólogo, filósofo y economista ruso (n. 1871).
- 1944: Betty Compton, actriz estadounidense (n. 1904).
- 1944: Theodore Roosevelt Jr., general estadounidense (n. 1887).
- 1945: Wolfram von Richthofen, general y mariscal de campo alemán (n. 1895).
- 1947: Jimmie Lunceford, saxofonista estadounidense (n. 1902).
- 1949: Douglas Hyde, político y presidente irlandés entre 1938 y 1945 (n. 1860).
- 1950: Elsie de Wolfe, actriz, autora e interiorista estadounidense (n. 1865).
- 1959: Carles Riba, escritor español (n. 1893).
- 1951: Juan Alcaide, poeta español (n. 1907).
- 1961: Mazo de la Roche, escritor y autor canadiense (n. 1879).
- 1966: Daisetsu Teitaro Suzuki, filósofo japonés (n. 1870).
- 1971: Secundino Zuazo, arquitecto español (n. 1887).
- 1973: Lon Chaney Jr., actor estadounidense (n. 1906).
- 1977: Osmín Aguirre y Salinas, militar salvadoreño (n. 1889).
- 1979: Minnie Riperton, cantante estadounidense (n. 1947).
- 1979: Carmine Galante, jefe de la familia criminal Bonanno de Nueva York (n. 1910).
- 1982: Kenneth More, actor británico (n. 1914).
- 1987: Amelia de la Torre, actriz española (n. 1905).
- 1990: João Saldanha, entrenador de fútbol brasileño (n. 1917).
- 1996: Jonathan Melvoin, tecladista estadounidense, de la banda The Smashing Pumpkins (n. 1961).
- 1997: David Stitchkin, educador y abogado chileno (n. 1912).
- 1998: Jimmy Driftwood, compositor, cantante y músico estadounidense (n. 1907).
- 1999: Bill Owen, actor británico (n. 1914).
- 2000: Edmundo Chacour, dramaturgo y director teatral argentino (n. 1933).
- 2000: Otto Gröllmann, artista gráfico y miembro de la Resistencia al nazismo alemán (n. 1902).
- 2001: Juan Nepomuceno Guerra, narcotraficante mexicano (n. 1915).
- 2003: Benny Carter, músico estadounidense (n. 1907).
- 2006: Hubert Lampo, escritor belga (n. 1920).
- 2007: Joseíto (José Iglesias Fernández), futbolista español (n. 1926).
- 2010: Günter Behnisch, arquitecto alemán (n. 1922).
- 2010: Harvey Pekar, historietista estadounidense (n. 1939).
- 2014: Dave Legeno, actor, boxeador y luchador de artes marciales mixtas inglés (n. 1963).
- 2016: Agustín Fernández Paz, escritor español (n. 1947).
- 2020: Kelly Preston, actriz estadounidense (n. 1962).
- 2023: Guillermo Heras, actor y director español (n. 1952).

## Celebraciones
Compartidas
- Naciones Unidas:
  - Día Internacional de la Lucha contra las Tormentas de Arena y Polvo.
Con el objetivo de concientizar al mundo sobre los impactos negativos de las tormentas de arena y polvo en la salud humana, el medio ambiente y la economía.
  - Día Internacional de la Esperanza.

- Argentina y  Bolivia:
  - Día de la Confraternidad Argentino Boliviana.
En conmemoración de Juana Azurduy, heroína de la independencia de ambos países.

 Por países
(Por orden alfabético)
- Argentina:

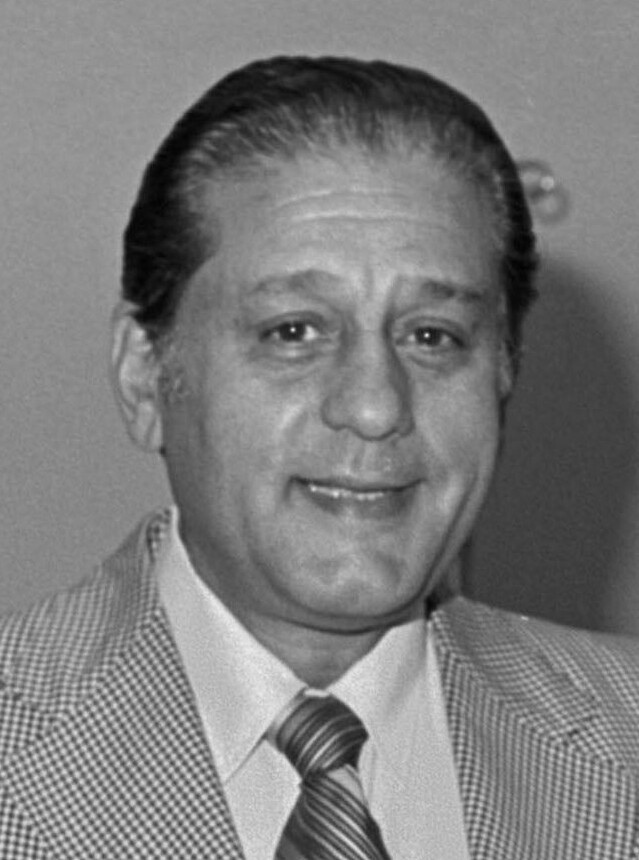
Argentina celebra el Día Nacional de la Medicina Social en homenaje a René Favaloro.

- - Día Nacional de la Medicina Social.
En homenaje al Dr. René Favaloro, cardiocirujano nacido el 12 de julio de 1923.[5]
  - Día de las Heroínas y Mártires de la Independencia de América.[6]
  -  Ciudad de Buenos Aires: 
    - Día del Barrio de La Paternal.
Por la fecha de imposición de nombre a la Estación Paternal en 1904.[7]

- Bolivia: 
  - Aniversario de Camiri, (Provincia de Cordillera, Departamento de Santa Cruz).

- Colombia: 
  - Día del Médico Internista.

- Honduras: 
  - Día del Médico Internista Hondureño.

- Irlanda del Norte: 
  - Belfast: 
    - Día de la Marcha de los Orangistas.

- Kiribati: 
  - Día de la Independencia.

- México: 
  - Día del Abogado.[8]
Fue instituido en 1960 durante el gobierno del presidente Adolfo López Mateos como un homenaje a los juristas que defienden la justicia y el Estado de Derecho.

- Perú: 
  - Día del Guía Oficial de Turismo.
  - Día Nacional de las Legumbres.[9]
La fecha del 12 de julio se estableció en el contexto que anualmente, entre los meses de mayo a julio, se obtiene la mayor producción de legumbres en las distintas zonas productoras del Perú, principalmente en la sierra, dando condiciones más favorables para las cosechas y promoción del consumo masivo.

- Santo Tomé y Príncipe: 
  - Día de la Independencia.

### Santoral católico

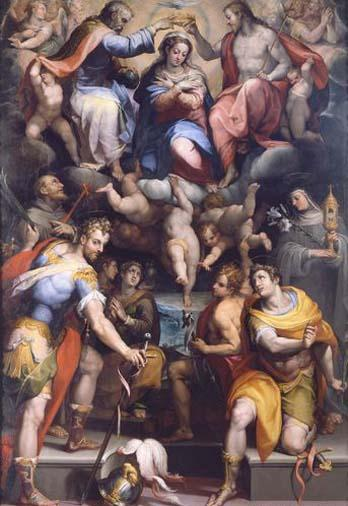
Santos Nabor y Felix (fondo), con la Virgen María, San Francisco de Asís, Santa Clara, San Juan Bautista, María Magdalena, y Catalina de Alejandría. Orazio Samacchini, ca. 1570.

- Santos Nabor y Félix de Milán, mártires cristianos.[10](imagen ilustrativa).

- San Clemente Ignacio Delgado Cebrián.[10]
- San Fortunato de Aquileia.[10]
- San Hermágoras de Aquilea.[10]
- San Hilarión de Ancira.[10]
- Santa Inés Lê Thi Thành.[10]
- Santa Verónica.
- San Juan Jones.[10]
- San Juan Gualberto.[10]
- San León I (abad).[10]
- San Paterniano de Fano.[10]
- San Pedro Khanh.[10]
- San Proclo de Ancira.[10]
- San Vivenciolo de Lyon.[10]
- Beato David Gunston.[10]
- Beato Matías Araki y siete compañeros.[10]